# Souk Tlata

Localização da cidade Argelina Souk Tlata.

Souk Tlata (em árabe: سوق الثلاثاء) é uma cidade e comuna localizada na província de Tremecém, no noroeste da Argélia. Em 2008, sua população era de 2 756 habitantes.